# Ermanno di Gleichen
Ermanno di Gleichen, in tedesco Hermann Graf von Gleichen o anche Hermann von Cammin (XIII secolo – 1289), fu vescovo di Cammin.
Proveniente dalla nobile famiglia turingia dei Gleichen, era figlio di Lamberto II di Gleichen. Aveva una sorella di nome Adele e due fratelli maggiori: Enrico I ed Ernesto IV.

## Biografia

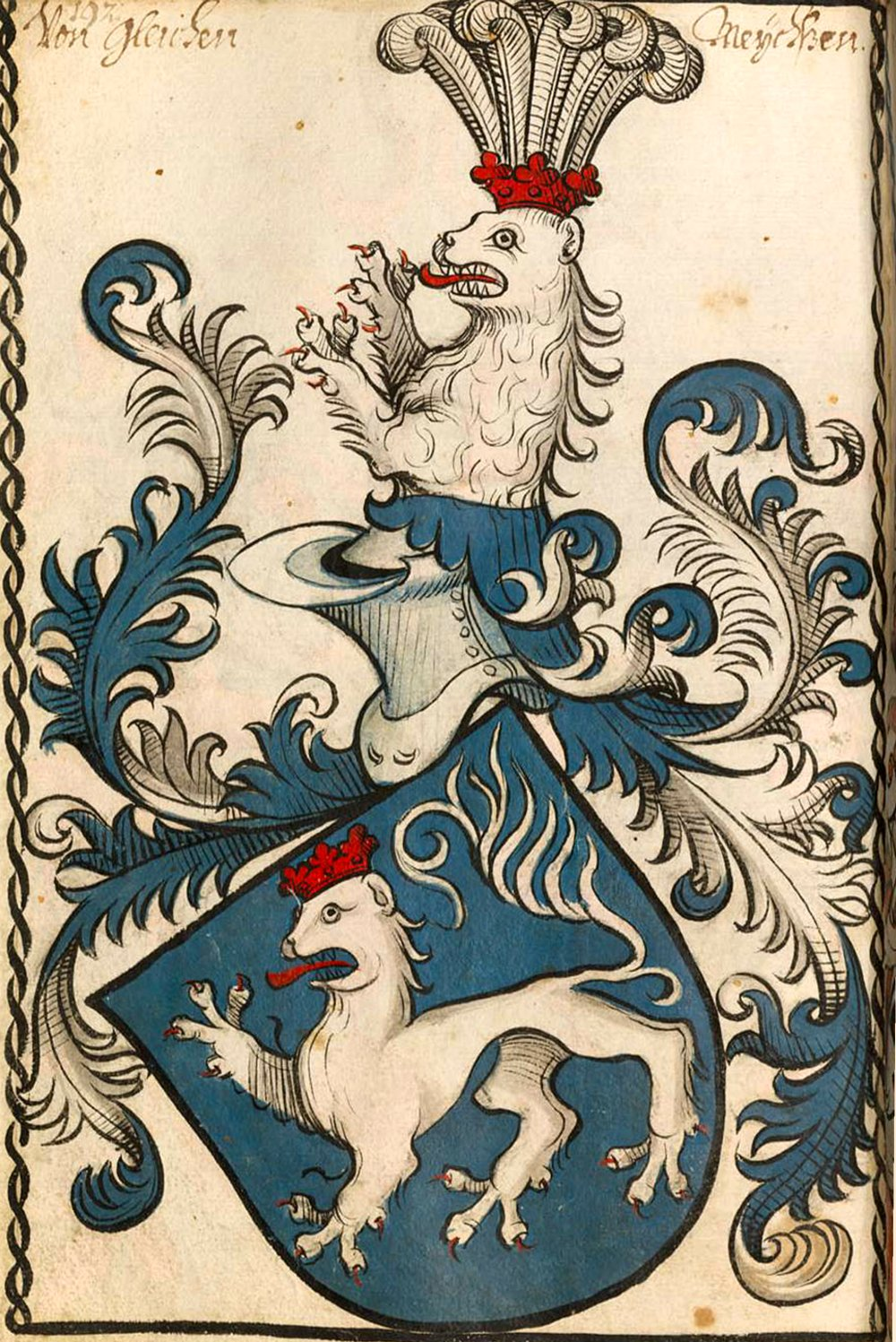
Lo stemma dei Gleichen

Inizialmente egli si occupò dell'attività commerciale dei suoi fratelli. Tuttavia la parentela dei Glaichen con i duchi di Brunswick-Lüneburg gli venne utile, dato che in giovane età fu nominato prevosto di San Ciriaco a Braunschweig cui si aggiunse la prebenda di un canonicato a Hildesheim.
Nel 1246 il vescovo di Hildesheim, Corrado II di Riesenberg, si dimise. Il legato pontificio di papa Innocenzo IV, Filippo da Ferrara, nominò il candidato di una minoranza del capitolo del Duomo, ma questi non aveva ancora raggiunto l'età minima per la carica e quindi venne ipotizzata la nomina di Ermanno. Tuttavia la maggioranza del capitolo del Duomo elesse vescovo Enrico di Heiligenstadt e lo fece consacrare dall'arcivescovo di Magonza Sigfrido III di Eppstein.
Ermanno cacciò il suo avversario dalla sede di Hildesheim con la forza delle armi. Nonostante la scomunica comminatagli dall'arcivescovo di Magonza e le contraddittorie disposizioni pontificie, Ermanno sostenne la politica del papa contro l'imperatore FedericoII. Così nel 1247 egli prese parte alla scelta dell'anti-re dei Romani Guglielmo II d'Olanda. Il conflitto con il vescovo Heinrich si protrasse fino al 1249, quando Ermanno si recò a Lione per incontrare il papa. Dopo trattative, Ermanno rinunciò alla sede vescovile di Hildesheim in cambio di un'opzione sulla prima sede che si fosse resa disponibile. L'ultima volta che venne menzionato fu l'11 dicembre 1249, allorché venne chiamato Hildensemensis electus.
Nel 1251 gli venne proposta da papa Innocenzo IV la sede di Cammin, dopo il ritiro del vecchio vescovo Wilhelm, ma la sua consacrazione ebbe luogo solo dopo la morte di quest'ultimo nel 1254.
Ermanno di Gleichen promosse la migrazione tedesca in Pomerania ed, in particolare, nella sua diocesi. Nel 1255 egli fondò, insieme al duca Vartislao III di Pomerania, un insediamento tedesco a Kolberg, concedendo alla città lo status di città libera e il cosiddetto diritto di Lubecca.
Nel 1266 incaricò due imprenditori tedeschi Marquardt e Hartmann di fondare la città di Cussalin (oggi Koszalin) dalla primitiva località di Cossalitz, concedendo anche ad essa i diritti di Lubecca.
Egli assegnò inoltre ad appartenenti al suo casato, quali i Kirchberg, Kevenburg ed Eberstein, alcune terre della sua diocesi. Per poter accelerare come stabilito il processo di colonizzazione delle relativamente limitate terre di Cammin e Kolberg, concluse nel 1276 un accordo con il duca Barnim I di Pomerania, relativamente alla decime su questo territorio.
Negli anni 1276 e 1277 poté rettificare il territorio con l'acquisto per 3500 marchi d'argento della parte di terre di Kolberg ad ovest del fiume Parsęta. Kolberg divenne presto la residenza principale del vescovo e quindi il centro della diocesi. Nel 1278 concesse a Maszewo lo status di città.
Ermanno affrontò con successo le pretese della diocesi di Schwerin e riuscì ad imporre l'esenzione da imposte per il Capitolo del Duomo di Cammin.
Nella sua politica egli prese in parte la strada divergente dei proprietari terrieri e curò anche i rapporti con i Margravi del Brandeburgo, che aspiravano ad infeudare la Pomerania. Non si sa invece di aspirazioni all'indipendenza della diocesi, come sarà invece da parte dei suoi successori. All'interno di questa invece egli si assicurò la feudalità attraverso accordi con i duchi, come era stato dal 13 luglio 1280.